# Orthosia variegata
Orthosia variegata là một loài bướm đêm trong họ Noctuidae.